# Салициламид
Салицилами́д — лекарственное средство, анальгетик и антипиретик из группы производных салициловой кислоты. Медицинское применение салициламида аналогично ацетилсалициловой кислоте, то есть используется в основном в качестве болеутоляющего и жаропонижающего средства.

## Физические свойства
Белый кристаллический порошок с т.пл. 140-142 °C.  По химическому строению и влиянию на организм близок к другим салицилатам. Сравнительно с ацетилсалициловой кислотой более стоек: ацетилсалициловая кислота в организме легко подвергается гидролизу с освобождением салициловой кислоты, салициламид же трудно подвергается гидролизу и в значительных количествах выводится из организма в неизменённом виде. В ряде случаев салициламид лучше переносится, чем другие салицилаты: реже вызывает диспепсические явления

## Химические свойства
По химическому строению и влиянию на организм близок к другим салицилатам. Сравнительно с ацетилсалициловой кислотой более стоек: ацетилсалициловая кислота в организме легко подвергается гидролизу с освобождением салициловой кислоты, салициламид же трудно подвергается гидролизу и в значительных количествах выводится из организма в неизменённом виде. В ряде случаев салициламид лучше переносится, чем другие салицилаты: реже вызывает диспепсические явления.